# Peridermium keteleeriae-evelynianae
Peridermium keteleeriae-evelynianae är en svampart som beskrevs av T.X. Zhou & Y.Hui Chen 1994. Peridermium keteleeriae-evelynianae ingår i släktet Peridermium och familjen Cronartiaceae.   Inga underarter finns listade i Catalogue of Life.